# Synagogue de Páva utca
La synagogue de Páva utca (en hongrois : Páva utcai zsinagóga) est une synagogue située dans le quartier de Ferencváros, dans le 9e arrondissement de Budapest. À proximité se situe le Centre de documentation de l'Holocauste et la collection pour la mémoire.